# Premis Independent Spirit
Els Premis Independent Spirit (originalment, en anglès, Independent Spirit Awards), originalment coneguts com a FINDIE (Amics dels premis independents), van ser creats el 1984 i són premis per al cinema independent.
El premi era originàriament una piràmide de cristall acrílic amb cordills de sabata al seu interior que representa els baixos pressupostos amb què es fan aquestes pel·lícules. En anglès existeix una dita "Fer alguna cosa amb un cordill de sabata" vol dir fer-ho amb un pressupost molt baix. El 1986 els premis van passar a anomenar-se Independent Spirit Awards.
Aquests premis són presentats per Film Independent, una organització no lucrativa dedicada al cinema independent i als directors de cinema independent.
Des de 2006 el trofeu guanyador és un ocell sobre una columna amb els cordills enllaçats al voltant de la columna.
El xou es fa a Santa Monica, California, normalment el dia abans dels Premis de l'Acadèmia (des de 1999; originalment el dissabte anterior). Des de 1994, el show s'emet pel canal Independent Film Channel.
Els premis del 2012 es van celebrar el 23 de febrer de 2013.

## Categories
- Independent Spirit al millor actor
- Independent Spirit al millor actor secundari
- Independent Spirit a la millor actriu
- Independent Spirit a la millor actriu secundària
- Independent Spirit a la millor fotografia
- Independent Spirit al millor documental
- Independent Spirit al millor director
- Independent Spirit a la millor pel·lícula
- Independent Spirit a la millor primera pel·lícula
- Independent Spirit al millor guió
- Independent Spirit al millor primer guió
- Independent Spirit a la millor pel·lícula de parla no anglesa
- Independent Spirit John Cassavetes
- Independent Spirit Robert Altman
- Independent Spirit Acura Someone to Watch
- Independent Spirit Piaget Producers
- Independent Spirit més real que la ficció